# Kgalagadi North
Kgalagadi North é um subdistrito do Botswana localizado no distrito de Kgalagadi que possuía uma população estimada de 20 476 habitantes em 2011. Conta com 14 vilas, sendo que Kang é a maior e mais importante delas.